# ضريبة

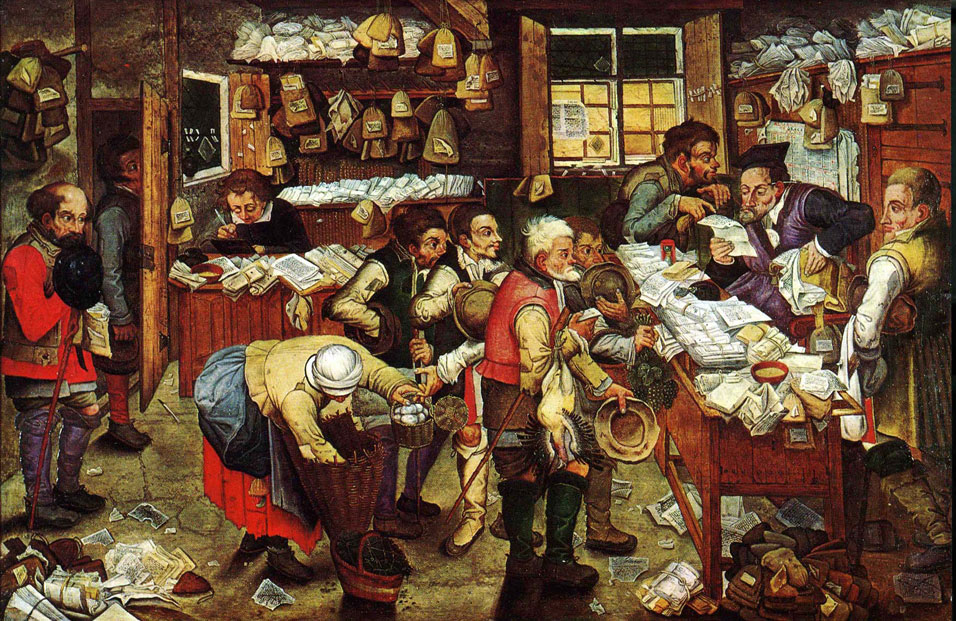

الضريبة أو الجباية (بالإنجليزية: Tax)‏ هي مبلغ نقدي تتقاضاه الدولة من الأشخاص والمؤسسات بهدف تمويل نفقات الدولة؛ أي تمويل كل القطاعات التي تصرف عليها الدولة كالجيش، والشرطة، والتعليم. أو نفقاتها تبعا للسياسات الاقتصادية؛ كدعم سلع وقطاعات معينة، أو الصرف على البنية التحتية؛ كبناء الطرقات والسدود، أو التأمين على البطالة. في الأنظمة الديمقراطية تحدد قيمة الضريبة بقوانين يصادق عليها من ممثلي الشعب.
عادة ما تعهد وظيفة جمع الضرائب وتوزيعها على القطاعات المختلفة إلى وزارة المالية بعد تحديد الميزانيات. تنص الكثير من القوانين في عدد من البلدان على أن الجباية مبلغ مالي تطلبه الدولة من الذين يتحقق فيهم شرط دفع الضريبة، وذلك دون أن يترتب للدافع عن ذلك أية حقوق مباشرة؛ أي أن شركة تدفع جباية مثلا، لا يمكنها أن تعتمد على ذلك لتطلب محطة حافلات لعامليها (قانونا).
في القديم كانت الضريبة تتكون من مبالغ نقدية وعطايا عينية (كأن يعطي فلاح جزء من محصوله كضريبة مثلا) إلا أنها اليوم تكاد تكون حصرا على النقود. وتوجد هناك عدة أنواع للضرائب، تختلف من دولة لأخرى، وقد يختلف المسمى لنفس الضريبة من دولة لأخرى. من هذه الضرائب:
- الضريبة على القيمة المضافة: وهي من نوع الضرائب غير المباشرة. وهي ضريبة يدفعها المستهلك كلما اشترى سلعة، أو طلب خدمة ما. تختلف قيمة الضريبة من دولة إلى أخرى، وتكون قيمتها عادة بين 7% و20% من ثمن السلعة أو الخدمة المشتراة.
- الضريبة على الدخل: وهي من نوع الضرائب المباشرة أو تسمى أيضا هكذا؛ وهي ضريبة يدفعها الأفراد على دخلهم (الشهري مثلا)، وتدفعها الشركات على ربحها.
- الضريبة على الثروة.
- الضريبة على المستوردات.
- إلخ...

كما يمكن تصنيف الضريبة حسب طريقة حسابها فيمكن أن نميز بين:
- الضريبة النسبية: أي أن معدل الضريبة غير مرتبط بقيمة الدخل أو المال؛ مثلا: إذا كان هناك شخص يملك مائة دولار سيدفع 1%، وشخص يمتلك 100000 دولار سيدفع أيضا 1%.
- الضريبة التقدمية: في نظام الضريبة التقدمية يزداد معدل الضريبة كلما ازداد المبلغ الذي تطبق عليه الجباية؛ مثلا: من يملك 100 دولار سيدفع 1%، ومن يملك 100000 سيدفع 10%.
- الضريبة التراجعية: في نظام الضريبة التراجعي يتراجع معدل الضريبة كلما ازداد المبلغ الخاضع للجباية؛ مثلا: من يملك دولارا سيدفع 10%، ومن يملك 10000 سيدفع1%.

## مبدأ وظيفية الضرائب
اولا: مفهوم مبدأ وظيفية الضريبة
يعني مبدأ وظيفية الضريبة، وفقا لما ذهب إلية مروان القطب،أن للضريبة وظيفة تهدف الدولة إلى تحقيقها، في الماضي وفي ظل الدولة الحارسة كانت وظيفة الضريبة قاصرة على تأمين الإيرادات اللازمة لتغطية نفقات المرافق الأساسية للدولة كمرافق القضاء والدفاع والجيش، وكانت وظيفة الدولة ذات بعد مالي لأن الدولة الحارسة تمنع التدخل في المجالين الاقتصادي والاجتماعي. أما بعد الحرب العالمية الأولى وعقب الأزمة المالية العالمية في العام 1929، لم تعد الدولة تستطيع ان تقف موقف المتفرج أمام الأوضاع الاقتصادية والاجتماعية المتردية، وبدأ الفكر الاقتصادي يتحول نحو السماح للدولة بالتدخل، وكان المفكر الاقتصادي جون ماير كنز هو المنظر للشكل الجديد للدولة التي تستطيع أن تستخدم الضريبة للتحقيق أهداف اقتصادية واجتماعية. وبذلك بدأ مبدأ وظيفية الضريبة بالتبلور.
وفي مطلع الثمانينيات من القرن الماضي وجدت الدولة أن سياستها التدخلية تؤدي بها إلى الوقوع بالعجز، خصوصا عند تشغيلها للمرافق ذات الطابع الصناعي والتجاري كمرافق الكهرباء والاتصالات والنقل العام، وراح المنظرون في الاقتصاد ينادون بضرورة تعديل الفكر المحدد لدور الدولة. فالدولة تاجر فاشل، وإدارتها لمرافق اقتصادية يؤدي إلى خسائر كبيرة تلحق بالمالية العامة، ولا بد من أن يعهد بإدارة هذه المرافق إلى اشخاص القانون الخاص الذين لديهم الخبرة والقدرة على إدارة هذه المرافق وفقا لقواعد السوق وفي ظل بيئة تنافسية، وبالتالي تتحول الدولة من مشغلة لمرافق صناعية وتجارية إلى منظمة لمختلف القطاعات وموجهة لتشغيلها ومؤثرة على نموها، وتشكل الضريبة أحد الوسائل التي يمكن استخدامها للتأثير على الواقع الاقتصادي وتوجيهه. وبالتالي نلاحظ أن مبدأ وظيفية الضريبة لم يتراجع في ظل الدولة المنظمة وأصبح له أبعاد متعددة منها الاقتصادي والاجتماعي والبيئي.
ثانيا: وظائف الضريبة
سنتناول في هذه الفقرة أهم الوظائف التي تقوم بها الضريبة من أهمها:
- الوظيفة المالية: ونقصد بالوظيفة المالية أن الضريبة تشكل ايرادا للخزينة العامة، وتستخدم لتغطية النفقات العامة.ولقد أفرطت السياسات الاقتصادية للدول في النظر إلى الضريبة باعتبارها مصدرا للإيرادات العامة، وبغض النظر عن الاثار الاقتصادية والاجتماعية السيئة التي يمكن أن تنتج. وعلى سبيل المثال تشكل الضرائب غير المباشرة موردا مهما لخزينة الدولة وتلجأ الدول إلى فرضها نظرا لحصيلتها الوفيرة، إلا انها لا تحقق العدالة الضريبية فهي تفرض بمعدل واحد ولا تراعي الأوضاع الشخصية والعائلية للمكلف، في حين أن الضرائب المباشرة أكثر عدالة، ولكن على الرغم من ذلك لا تستطيع الدول إلا أن تفرض مجموعة كبيرة من الضرائب غير المباشرة بهدف تأمين أكبر حصيلة ضريبية من شأنها أن تغطي النفقات العامة، أي أن الدول تنظر إلى الوظيفة المالية في هذه الحالة أكثر من النظر إلى الوظائف الأخرى.
- الوظيفة الاقتصادية: تشكل الضريبة أداة من الأدوات التي تمتلكها الدولة للتأثير على الاقتصاد بهدف تحقيق الاستقرار الاقتصادي وتحقيق معدلات مرتفعة من النمو، ولهذه الوظيفة مظاهر متعددة من أهمها:

أ- في حالة الانكماش: تكون في ظل هذه الحالة كمية النقود المتداولة محدودة ولا تتناسب ابدا مع كمية السلع والخدمات المنتجة والمعروضة للبيع، وفي هذه الحالة على الدولة زيادة انفاقها لتعزيز الكميات النقدية والحد من فرض ضرائب جديدة بل عليها خفض المعدلات الضريبية وزيادة الإعفاءات بهدف خلق توازن جديد يعيد الأوضاع الاقتصادية إلى الاستقرار.
ب- في حالة الانتعاش: وتتصاعد الكميات النقدية في ظل هذه الحالة ويخشى أن تبلغ حدا تتجاوز فيه الكميات المعروضة من السلع والخدمات، مما يؤدي إلى أن تزاحم كميات كبيرة من النقود المتداولة كمية محدودة من السلع والخدمات ما يؤدي إلى ارتفاع الأسعار والوقوع في التضخم الذي يؤدي إلى فقدان النقود لقوتها الشرائية، ويأتي في هذا المجال دور الضريبة التي تمتص فائض الكميات النقدية وذلك عن طريق فرض ضرائب جديدة أو زيادة معدلات الضرائب القائمة، من أجل إعادة التوازن للاقتصاد الوطني.
ج- حماية الإنتاج الوطني: تستخدم الدولة الضريبة خصوصا الرسوم الجمركية التي تفرض على السلع والخدمات عند عبورها لحدود الدولة، بهدف حماية الصناعات الوطنية خصوصا الناشئة منها. لأن فرض الرسم الجمركي على السلع المستوردة سيؤدي إلى رفع ثمنها وبالتالي تفقد هذه السلع مقدارا معينا من قدرتها التنافسية وتسمح ببيع المنتجات الوطنية بأثمان منافسة تحقق للمشاريع الوطنية الدخل المرتفع وللعمالة المحلية فرص عمل جديدة ومداخيل مرتفعة، وبالتالي تساهم الضريبة في نمو الاقتصاد وتطوره.
د- الإعفاءات الضريبية: إن من شأن إعفاء بعض المشاريع الاقتصادية من الضريبة سواء بصورة دائمة أو مؤقتة إلى تعزيز الصناعة المحلية وتوجيه المستثمرون إلى مشاريع اقتصادية تشبع حاجات عامة للمواطنين بدل من إشباعها من شركات أجنبية تستحوذ على القسم الأكبر من القيمة المضافة.
- الوظيفة الاجتماعية: تهدف الضريبة إلى تحقيق الاستقرار الاجتماعي، وإعادة توزيع الدخل بين طبقات المجتمع، ومن أهم مظاهر الوظيفة الاجتماعية للضريبة:

أ- إعادة توزيع الدخل: ينتج الدخل عن عناصر الإنتاج وملكية هذه العناصر متفاوتة بين الناس، ما يؤدي إلى خلق طبقات اجتماعية متعددة، وعلماء الاجتماع يرصدون ثلاث طبقات الطبقة الدنيا أو الفقيرة، الطبقة الوسطى، والطبقة الغنية. وفي المجتمعات الرأسمالية تسيطر الطبقة الغنية على عناصر الإنتاج وهذا هو مصدر غناها، في حين تقدم الطبقة الفقيرة عنصر العمل مقابل أجور محدودة لا تمكنها من تأمين حاجاتها الأساسية، مما يولد لديها مشاكل اجتماعية تؤثر على المجتمع برمته، لذلك على الدولة التدخل من أجل إعادة توزيع الدخل وذلك عن طريق فرض ضرائب بمعدلات مرتفعة على الطبقة الغنية، وإعفاء الطبقة الفقيرة من الضريبة أو فرضها بمعدلات منخفضة. ويجب أن تنفق الحصيلة الضريبية على الحاجات الأساسية لهذه الطبقات المحرومة من خلال مساعدات اجتماعية وتأمين الخدمات الصحية والتعليمية والإسكانية. وبالتالي فإن تصاعدية الضريبة هي الأداة الفاعلة لإعادة توزيع الدخل. بحيث يزيد معدل الضريبة كلما ارتفع دخل المكلف.
ب- تحقيق العدالة الاجتماعية: تسعى الأنظمة الضريبية عند فرض الضرائب إلى مراعاة الأوضاع الاجتماعية للمكلفين وذلك من خلال عدة وسائل أهمها:
- 1 مراعاة الاعتبارات الشخصية والعائلية: تعمد معظم الأنظمة الضريبية إلى اعفاء حد معين من الوعاء الضريبة وذلك وفقا للاعتبارات الشخصية والعائلية للمكلف، وفي لبنان نطلق على هذا الإعفاء تسمية التنزيل العائلي الذي يختلف وفقا للوضع العائلي للمكلف فإذا كان المكلف أعزب ينزل من دخله سبعة ملايين ونصف المليون وإذا كان متزوج يضاف إلى تنزيله 2,5 مليون شرط أن تكون زوجته لا تعمل كما يستحق عن كل ولد نصف مليون إلى حدود خمسة أولاد فقط.
- 2 إعفاء السلع والخدمات الأساسية من الضريبة: تعفى السلع التي تكون على تماس مباشر مع معيشة المواطن من الضريبة خصوصا الضريبة على المبيعات أو الضريبة على القيمة المضافة، وفي لبنان تعفى الخضار والفواكه غير المصنعة من الضريبة على القيمة المضافة كما يعفى السكر والأرز واللحوم، كما يعفى نشاط التعليم من ضريبتي الدخل والقيمة المضافة، كل ذلك بهدف مراعاة الأوضاع الاجتماعية للمكلفين وتحقيق العدالة الضريبية.
- 3 الاعتماد على الضرائب المباشرة: مما لا شك فيه ان الضرائب المباشرة تراعي الأوضاع الاجتماعية للمكلفين، فتطبق الضريبة التصاعدية على مجموعة كبيرة من ضرائب الدخل وضريبة التركات وضريبة الأملاك المبنية. كما تأخذ بالتنزيلات العائلية التي تراعي أوضاع المكلفين الشخصية والعائلية. هذا يعني ان الضرائب المباشرة أكثر ميلا لتحقيق العدالة الاجتماعية.
- 4 الحد من الضرائب غير المباشرة: تعتمد الضرائب غير المباشرة على معدلات ثابتة تطبق على جميع المكلفين بغض النطر عن مقدرتهم التمويلية، كما لا تتضمن تنزيلات وإعفاءات تراعي الأوضاع الشخصية والعائلية للمكلفين. ما يعني ان الضرائب غير المباشرة لا تحقق الوظيفة الاجتماعية وتميل إلى تحقيق الوظيفة المالية للضريبة. إلا أن معظم الدول الرأسمالية تضطر إلى الاعتماد على هذه الضرائب من أجل تأمين الموارد المالية لتغطية نفقات الدولة، ما يعني ان تغلب الوظيفة المالية مكرهة بهدف عدم الوقوع في العجز المالي الذي يمكن ان يؤدي إلى تدهور أوضاع المالية العامة ويؤثر على الاقتصاد الوطني برمته. (مقتبس عن محاضرة للدكتور مروان القطب)

ومن هنا ظهر مبدأ وظيفية الضرائب، حيث أنه لكل ضريبة أثر ما على النشاط الاقتصادي للدولة وبذلك لا يمكن فرض الضرائب لمجرد تحصيل الأموال حيث قد تكون الضريبة ذات حصيلة عالية كالضرائب على الدخل والتركات، ولكن أيضا ذات آثار اقتصادية غير مرغوبة بل وضارة بالنشاط الاقتصادي للدولة.
فمثلا فرض ضريبة على مدخرات المواطنين قد يوفر للدولة حصيلة كبيرة ولكنه في الوقت ذاته سيدفع المواطنين لإخفاء مدخراتهم وإبعادها عن النشاط الاقتصادي لتجنب دفع الضريبة وبالتالي سيخسر الاقتصاد هذه المدخرات.
في حين أن فرض ضريبة على الموارد العاطلة (كالأراضي والعقارات غير المستخدمة) قد لا يوفر للدولة حصيلة كافية ولكنه سيدفع المواطنين لاستغلال مواردهم وممتلكاتهم لتجنب دفع الضريبة وبالتالي تسهم الضريبة في تحسين استغلال موارد الدولة.

## التهرب الضريبي
مفهوم التهرب الضريبي هو عدم دفع الضريبة المستحقة على المكلف، ويكون ذلك إما جزء منها أو كل النسبة المفروضة عليه،
أيضا:
ويعرفه خبراء الميزانية بأنه أية مساع أو جهود أو محاولات يقوم بها المكلف للتخلص من كل أو جزء من التزاماته القانونية بأداء الضريبة المستحقة عليه.

### أنواعه
- التهرب الضريبي: وهو مخالفة غير مشروعة تتم من خلال مخالفة النصوص التشريعية.
- الغش الضريبي: ويتم بالطريقتين التاليتين أو بإحداهما، الأولى من خلال جهل أو عدم علم المكلف بالنصوص وبالشرائع التي تلزمه دفع الضريبة وبالتالي لا يدفعها، والأخرى من خلال إخفاء السلع التي ينتجها أو يستوردها حتى لا يدفع عليها ضريبة.
- التجنب الضريبي: هي عملية تخلص مشروعة من دفع الضريبة وتتم باللجوء إلى ثغرة موجودة في النصوص التشريعية القانونية الخاصة بالضريبة (أي أنه لا يوجد مخالفة للنصوص القانونية).ويقصد به أيضا امتناع الفرد عن القيام بأية تصرفات تؤدي به إلى دفع الضريبة فهو مثلا يرفض استيراد أية سلعة أجنبية يتوجب على استيرادها دفع ضريبة جمركية وهذا التجنب أمر لا يعارضه القانون إذ إنه لا يتضمن مخالفة لأحكامه كما قلنا سابقا.

### صور التهرب الضريبي
للتهرب عن دفع الالتزام الضريبي صور عدة، وهي تختلف باختلاف الضريبة المراد التهرب منها وهدف المكلف بدفعها، مثلا يُنْكِر المكلف بلوغ دخله القدر الذي يؤدي إلى خضوعه للضريبة، أي يقوم بتقدير المكلف للتكاليف الواجبة الخصم من الوعاء بصورة مبالغ فيها أو يرفض تقديم البيانات الصحيحة التي  تُقَدَّر على أساسها الضريبة، وتجدر الإشارة هنا إلى أن عمليات التهريب للسلع والبضائع المشمولة بقانون الجمارك تعتبر أيضا صورة من صور التهرب الضريبي غير المشروع، كما أن أي تقييم لقيمة هذه البضاعة أثناء فرض الضريبة غير المباشرة الجمركية عليها يعتبر أيضا تهربا من دفع القيمة الصحيحة للضريبة وليس هذا فحسب فقد يقوم المكلف بقصد التهرب من دفع الضريبة بالادعاء بأنه وهب الشيء المباع لأي مشروع من دون ثمن بهدف عدم إخضاع هذا التصرف إلى الضريبة المقررة عليه.

### أسباب التهرب الضريبي
- الأسباب الأخلاقية: ويقصد بالأسباب الأخلاقية المستوى الأخلاقي ودرجة الوعي الوطني والثقافي السائد في الدولة، فكلما كان هذا المستوى مرتفعا لدى الأفراد كلما كان هؤلاء الأفراد يتمتعون بشعور عال بالمسؤولية، وبحب متنام للمصلحة العامة، وسعي حثيث نحو أداء واجباتهم التي تحددها الأنظمة والقوانين نحو الجماعة، والتي تأتي في مقدمتها قبولهم بأداء واجب الضريبة باعتبار أن ذلك إحدى طرق المحافظة على كيان الدولة والمساهمة في رقيها وتقدمها بل ومساعدتها في تقديم أفضل الخدمات إلى كل أفراد المجتمع.
- الأسباب التنظيمية الفنية للتهرب: وهذه تكون من خلال أن الضريبة لا تتم إلا بتقديم تصريح من قبل المنشأة التجارية أو الصناعية أو غيرها، فعدم وجود برنامج مراقبة (نظام) فني دقيق يتابع الأفراد والشركات وكيفية حساب الضريبة الحقيقية عليهم يلعب دورا هاما. ومن هنا ظهرت طريقة للتهرب من الضريبة الجمركية من خلال إخفاء الورقة الحقيقية الخاصة بالبضائع وإظهار ورقة مزورة غيرها تحمل قيمة أقل من الأصلية. وبالمحصلة فإن الأسباب الفنية والتنظيمية ومدى انضباطها وقدرتها على كشف التهرب الضريبي له الأثر الذي لا يستهان به في جعل المكلفين يتخذون قراراتهم بشأن التهرب من دفع الضريبة أو الالتزام بها.
- الأسباب السياسية للتهرب الضريبي: تلعب السياسة التي تتبعها الدولة دورا هاما في التهرب الضريبي فإذا أنفقت الدولة حصيلة الضرائب التي تجبيها في وجوه نافعة فإن الأفراد يشعرون أن ما يدفعونه يعود عليهم بالفائدة وبالتالي يقل تهربهم من الضرائب المفروضة أما إذا بددت الدولة حصيلة الضرائب في وجوه لا تعود بالنفع على المواطنين فإنهم سيبذلون قصارى جهدهم في التهرب من الضريبة. أي أن الدولة قد لا تظهر أي تغيير على صعيد التطوير العام للدولة ولقطاع الخدمات العام بحيث لا يشعر المواطنون بالفائدة لدى دفعهم الضريبة وحينها سيتهرب المواطنون من دفع الضريبة.
- الأسباب الاقتصادية: وهنا مستوى المعيشة والوضع الاقتصادي العام يفرض دورا في الالتزام بالضريبة، فالوضع الاقتصادي الجيد ووفرة رؤوس الأموال تؤدي إلى عدم التهرب الضريبي والعكس صحيح.
- الأسباب الجزائية: يساعد الجزاء الذي تفرضه الدولة على المتهرب من الضرائب على التقليل من التهرب الضريبي وعادة ما يوازن المكلف بين مبلغ الضريبة المترتب عليه وبين الجزاء الذي سيتعرض له إذا ما تهرب من دفع الضريبة المستحقة إذا ما تم فضح أمره، فإذا كان الجزاء أكبر عدل عن التهرب والعكس صحيح. وقد لا يكون الجزاء ماديا فقط فقد يتعداه باستخدام طرقا أخرى تراها الدولة مناسبة مثل المنع والحرمان والتقييد.
- ارتفاع العبء الضريبي على المواطنين ارتفاعا كبيرا يؤدي إلى إرهاقهم بالضرائب، وشعورهم بانعدام المساواة والعدالة الاجتماعية، وهذا كله سيفقدهم شعورهم بالوازع الوطني تجاه ودولتهم وبالتالي تهربهم ضريبيا.
- عدم الشفافية في الإجراءات وعدم قيام الدولة بنشر نسب الضرائب المفروض دفعها، وعدم وضع ضوابط واضحة، وأيضا عدم دعم ذلك بالقيام بدراسات عن الضرائب والتهرب الضريبي.
- قدم التشريعات الضريبية وتعارضها وتعقيدها وعدم وضوحها، يفسح المجال للفرد بترك الدفع الضريبي وعدم الالتزام به.
- عدم وعي الناس والمكلفين بالعائد الذي تؤديه مجموع الضرائب المجنية، وجهلهم بالفوائد العامة التي تقوم بها أموال الضريبة في الدولة.
- أسباب أخرى: هناك أسباب أخرى مثل ارتفاع معدل الضريبة الذي يؤدي إلى التهرب الضريبي خصوصا في الأرباح الناتجة من جهد شخصي وعمل شخصي بدني خاص، أما الضريبة المفروضة على أموال يجنيها الشخص دون جهد شخصي مثل اليانصيب فالتهرب منها يكون أقل حدة.
- الازدواج الضريبي وهو فرض الضريبة ذاتها ـ أو ضريبة من نفس النوع ـ أكثر من مرة على ذات المكلف في مدة واحدة وبالنسبة لنفس محل الضريبة، وهذا ما يجعل المكلف يتهرب من الضريبة لاعتقاده بعدم أحقية الدولة بهذه الضرائب.

### أشكال وطرق التهرب الضريبي
- كتمان النشاط كليا بحيث لا يصل عنه أية معلومات إلى وزارة المالية وبالتالي لا يدفع أية ضرائب على الإطلاق، ويعتبر هذا أكثر الوسائل أمانا، ويشمل:

أ- جميع وكلاء الشركات الأجنبية الذين لا يوثقون وكالاتهم أصلا، وهذا واحد من أكثر بنود التهرب.
ب- عدد كبير من مصانع صغيرة ومكاتب تجارة وورش مقاولات تعمل دون أي ترخيص ويبلغ حجم غير المرخص من هذه الأعمال والمنشآت بقدر حجم المرخص.
ج- المدرسون الذين يقومون بدروس خصوصية في البيوت للآخرين ولا تعلم بهم وزارة المالية.
د- كل من يمارس نشاط يحقق له دخل دون أن يعلم عنه في الدوائر المالية ولا يدفع أية ضرائب.
- إخفاء أرقام الأعمال في جميع بيانات مكلفي ضرائب الأرباح الحقيقية.

وهذا يحدث في النشاطات التي لا تكون الحكومة طرفا منها ولا تكون لها علاقة مباشرة بها.
- زيادة النفقات والتكاليف على نحو وهمي حيث تتم زيادة تكاليف السلع والعمل وزيادة نفقات أجور العمال حتى تصبح الأرباح الظاهرة قليلة وبالتالي تقل الضرائب المفروضة عليها.
- تخفيض أسعار البيع للسلع وكذلك تزوير أوراق وفواتير الاستيراد حيث تظهر عدد المواد المستوردة قليلة من أجل التهرب من دفع الجمارك.
- تنظيم أسماء كمستوردين للسلع المستوردة وليس لهم علاقة بالتجارة والاستيراد من أجل التهرب من دفع الضريبة (إخراج الذمة المالية للمستورد).
- عدم سداد ضريبة دخل العاملين في المصانع والشركات (رواتب العاملين) هذا من أجل تقليل التكلفة المفروضة على أصحاب العمل (الأرباب) والتهرب هنا يقع على عاتق صاحب العمل وليس العامل.
- قيام المكلفين بتأخير دفع الضريبة لسنوات عدة من أجل استخدام مبلغ الضريبة في فترة التأخير كربح وعندما يقوم المراقبون بطلب الضريبة بعد عدد من السنوات حيث يطلب المراقبون حينها فائدة بسبب التأخر في دفع الضريبة، وعند ذلك يقوم المكلفون برفع دعوى قضائية لدى المحكمة حتى تقف بجانبهم في قضية الفوائد وتستمر القضية حتى يخرجون كما هو معتاد عند الدول ببراءة.

مؤشرات بخصوص التهرب الضريبي
إن المعنيون في وزارة المالية يرفضون فتح ملف التهرب الضريبي والحديث عنه بسبب حساسية الوضع الاقتصادي والمالي والاجتماعي.
أما في البلدان المجاورة فهو على العكس منا، ففي لبنان مثلا توجد دراسات وتقديرات لحجوم التهرب الضريبي، فقد وصلت إلى%70 نسبة المتخلفين عن دفع الضريبة من إجمالي المكلفين، وفي أمريكا بلغت نسبة التهرب الضريبي%10 من الناتج القومي، وفي الاتحاد الأوروبي%16.
من يمارسه ؟
يوجد التهرب الضريبي بنسبة عالية في القطاعات غير الرسمية مثل المؤسسات الفردية التي تحمل أسماء تجارية.
كذلك تمارس الشركات الكبيرة ظاهرة التهرب الضريبي من خلال رفع قيمة المصروفات التشغيلية حتى تصبح الإيرادات قليلة. ورغم ذلك فان هناك قوانين تعفي الأرباح الرأسمالية الكبيرة من الضريبة بهدف تشجيع الاستثمار وهذا ضد المقولة التي يقولها البعض أن الفقراء هم الذين يدفعون الضريبة ولا يدفعها الأغنياء في الواقع.
آثار التهرب الضريبي:
- انخفاض حجم الإيرادات العامة التي تجنيها الدولة من المكلفين وبالتالي تنخفض الاستثمارات التي تنفذها وكذلك النفقات مما يؤدي إلى تدني قطاع الخدمات.
- رفع سعر الضريبة المفروضة وفرض ضريبة جديدة لتعويض الحكومة عن النقص الحاصل نتيجة التهرب.
- اضطرار الحكومة إلى سداد العجز الناتج عن التهرب من خلال اللجوء إلى القروض الداخلية والخارجية وهذا يوقعها في مأزق يتمثل في عملية سداد القروض ودفع الفوائد المترتبة.
- عدم تحقق العدالة الضريبية بحيث يدفع الضريبة قسم من المكلفون، ولا يدفعها آخرون.
- الجانب الإخلاقي المتمثل في الفساد وانعدام الأمانة في العمل وأداء الواجب والذي يربي أجيالا تمتهن الاحتيال والنصب والتلاعب على القوانين.

آثار أخرى للتهرب الضريبي:
- التأثير على تمويل التنمية: فالتهرب يؤدي إلى عرقلة مشاريع الدولة والحكومات في التنمية الاقتصادية والنهوض بالبلد.
- أثر التهرب الضريبي على إدارة المشروعات: فالتهرب الضريبي يؤدي إلى اجتذاب أصحاب العمل وأموالهم وتخصيص أموال الضريبة التي لم تدفع كربح وإيراد مما يقلل ويخفض نفقة الإنتاج وقد يكون مجال عملهم هذا وإنتاجهم مما لا تشجعه الدولة وقد لا يكون هذا النشاط مفيدا للمجتمع.
- التأثير على المنافسة بين المشروعات: فالشركة التي لا تدفع الضريبة تقل تكلفة إنتاجها بالنسبة لتكلفة إنتاج الشركات الدافعة للضريبة لأن أموال الضريبة غير المدفوعة تذهب كربح وإيراد لها وهذا يجعل لها ميزة تنافسية على حساب غيرها.
- أثر التهرب على الصناعة الوطنية: فالمتهربين من الضرائب من الشركات المنتجة تزداد رؤوس الأموال بين أيديهم، مما يحفزهم على استيراد السلع الأجنبية وهذا يضعف الصناعة المحلية ولو تم التصنيع محليا فسيكون منخفض الجودة.

التوصيات لمكافحة التهرب الضريبي:
- زيادة الوعي الضريبي لدى المكلفين عن طريق تعريف أفراد المجتمع بواجباتهم الضريبية بشتى الوسائل المسموعة والمرئية والمقروءة، وتنظيم الندوات المتخصصة لشرح بنود القوانين والأنظمة والتعليمات النافذة في مجال الضريبة وكيفية احتسابها وتحصيلها الأمر الذي سيؤدي إلى غرس القيم الاجتماعية والأخلاقية الصالحة في نفوس المواطنين وتعريفهم بأهمية الضريبة باعتبارها إحدى الوسائل التي تعين الدولة على القيام بالمنجزات ومشاريع تعود بالخير على عموم المواطنين ولا بأس من التذكير أيضا ببعض المشروعات التي أقيمت بمساعدة الإيرادات التي تحصلها الدولة من آداء الأفراد لواجباتهم الضريبية.
- إعادة النظر بالعقوبات في القوانين النافذة على المتهربين من الضرائب مع التأكيد على أن التهرب الضريبي يعني اعتداء على حقوق أفراد المجتمع كافة واستخدام العقوبات المالية الجزائية خاصة إذا كانت هذه المخالفة ترتكب لأول مرة واستخدام أساليب أخرى مبتكرة في العقاب.
- من الضروري التأكيد على مبدأ العدالة الضريبية مما يستدعي تحديد نسب ومقاييس معتدلة للضرائب حتى لا يتولد لدى المكلف شعور بأنه يقع تحت أعباء ضريبية تتجاوز طاقته المالية ولكي لا يندفع بالتالي لممارسة أية حالة من حالات التهرب.
- متابعة المشكلات التي يفرزها تطبيق التشريع والعمل على سد كل الثغرات التي تظهر أثناء التنفيذ فيمكن اللجوء إلى جباية الضريبة من المصدر أي حجزها عند المنبع لأن ذلك سيؤدي إلى خصم الضريبة من الإيراد قبل وصوله لصاحبه مع مراعاة أحكام الرقابة على القرارات التي يتقدم بها الأفراد لإدارات الضرائب عن دخولهم وذلك للتحقق من صحة البيانات الواردة فيها وهنا تأتي ضرورة إنشاء (بنك المعلومات) والذي يتولى مهمة تجميع هذه لبيانات ودراستها وتفريغ المعلومات التي تتضمنها ومقارنة بعضها ببعض.
- من المهم أيضا تدعيم الإدارات المكلفة بجباية الضرائب بأعداد كافية من العاملين الكفؤين وتزويدها بما تحتاج من أجهزة ومعدات آلية متطورة تتلاءم مع درجة المهمة الملقاة على عاتقها إذ إن مكافحة التهرب الضريبي تعني قبل كل شيء وجود أداة ضريبية عالية الكفاءة.
- منح الإدارة الضريبية حق الاطلاع على الأوراق والوثائق الخاصة بالممول والتي تفيد في الكشف عن حقيقة المركز المالي لهذا الممول.
- الاعتماد على تبليغات الغير ومنح مكافأة مالية لمن يقوم بهذا التبليغ.
- إعطاء الإدارة المالية الحق في أن تحصل على السلع وخصوصا المستوردة منها بالقيمة التي يعلنها الممول.
- تطبيق بعض العقوبات الجزائية ليس على الممولين المتهربين فقط وإنما على الذين يمتنعون أو يهملون تقديم التصريحات المطلوبة أيضا، أو أولئك الذين يقدمون تصريحات غير صحيحة.
- الإفادة من التشريعات الإسلامية والتجارب السابقة للدول في التعامل مع المتهربين ضريبيا.
- البحث في موضوع تقسيط الضرائب على المكلفين ومنح جوائز ومكافآت للملتزمين بدفعها.

ومن أهم أسباب التهرب الضريبي أيضا هو إحساس المواطن بعدم وجود خدمات مقابل الضرائب التي يدفعها وأنها تذهب إلى جيوب المتنفذين في الدولة حتى أن التهرب أصبح في نظر مثل هذه المجتمعات شطارة.